# Васильев, Валерий Михайлович
Вале́рий Миха́йлович Васи́льев (Васильїв, Василів; 1893 — 17 июня 1954 года, Киев) — украинский актёр и театральный режиссёр, один из основателей Молодого театра Леся Курбаса.

## Биография
Родился в 1893 году в семье известного инженера-исследователя сахароварения Михаила Калиновича Васильева.
Свою театральную деятельность начал в 1914—1916 годах в театре Николая Садовского.
Валерий Васильев — один из основателей Молодого театра Леся Курбаса, который был создан летом 1917 года и сперва работал в помещении театра Бергонье. Свой первый сезон 24 сентября 1917 года театр открыл постановкой «Чёрной Пантеры и Белого Медведя», в которой Валерий сыграл роль Мигуэлеса.
С 1917 года вместе с Василем Миляевым (Васильком) Валерий работал в Театральном отделе Министерства народного просвещения УНР, совмещая канцелярскую работу с режиссёрской и актёрской в постановках Молодого театра. С 12 сентября 1919 года до 1 января 1920 года В. Васильев исполнял обязанности головы театрального отдела Главного управления искусств и национальной культуры.

Сцена из постановки «Чёрная пантера» (Мигуэлес — В. Васильев, Снежинка — О. Добровольская, Мать — Ольга Городыська

Во время работы в Молодом театре Лесь Курбас и его молодые коллеги, среди которых Валерий Васильев, взяли на себя обязанности режиссёров, руководителей студийных занятий. Валерий тогда, как и другие основатели театра, обучал молодых актёров театра, преподавая «Слово» Он также ездил в Одессу, где читал лекции в Институте имени Кропивницкого.
15 февраля 1918 года в киевской типографии «Прогрес» был напечатан статут Общества на вере «Молодой театр в Киеве». Валерий Васильев назван среди его основателей и режиссёров. Входил в режиссёрскую коллегию (Г. Юра, В. Васильев, С.Семдор, С. Бондарчук), которой руководил Лесь Курбас. В 1918 году театр начал ставить постановки в собственном помещении. В 1918 году в Молодом театре Валерий Васильев как режиссёр поставил «Тартюф» Мольера (художник А. Петрицкий).
Позже Валерий Васильев был актёром и режиссёром в «Березиле», Театре им. Франко и в других театрах Украины.
В 1938—1941 годах — руководитель Артёмовского украинского музыкально-драматического театра.
Валерий Михайлович ушёл из жизни 17 июня 1954 года. Похоронен на Байковом кладбище в Киеве.

## Родные
Отец — Михаил Калинович Васильев (1863—1912), выдающийся инженер-исследователь сахароварения (свыше 50 научных трудов), фольклорист и этнограф. В 1880—1900 напечатал ряд этнографических трудов о народных верованиях, похоронных обычаях, народном театре, песнях.
Брат Николай Михайлович Васильев (1901—1961) — учёный-экономист, профессор, ученик К. Воблого. С 1943 года — в эмиграции, автор ряда статей в Энциклопедии украиноведения.

## Роли
- Мигуэлес («Чёрная Пантера и Белый Медведь[укр.]» В. Винниченко, реж. Лесь Курбас)[3]
- Штиэр («Чёрная Пантера и Белый Медведь[укр.]» В. Винниченко, реж. Гнат Юра)[14]
- Андрей («При свете костра»)
- Один из трёх царей («Вертеп»)
- Рыцарь («Йоля» Ежи Жулавского, реж. Лесь Курбас)
- Джонс («В пуще» Л. Украинки)

## Режиссёрские работы
- «Тартюф» Мольера (1918, Молодой театр)[11]